# Anicée Alvina

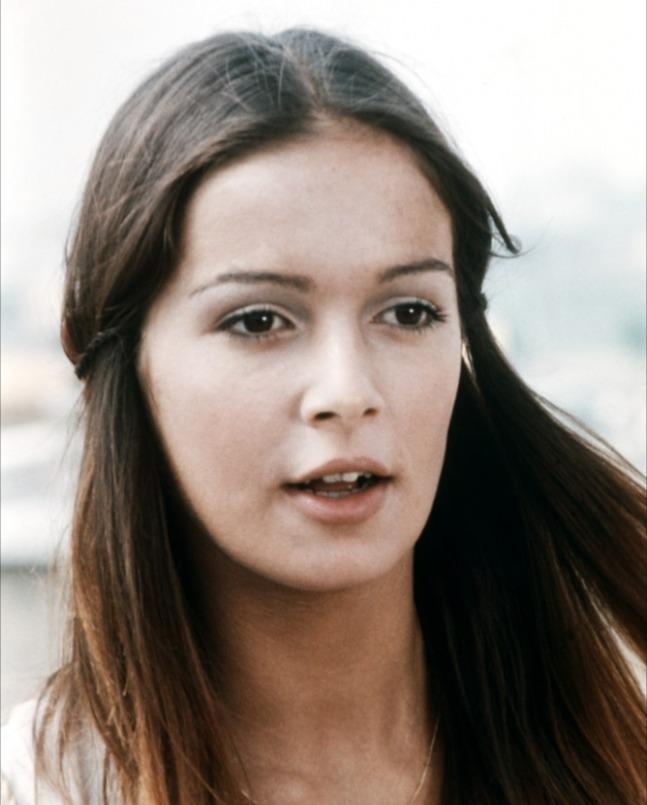
Anicée Alvina

Anicée Alvina (* 28. Januar 1953 in Boulogne-Billancourt; † 10. November 2006 in Paris), eigentlich Anicée Schahmaneche bzw. Shahmanesh, war eine französische Sängerin und Schauspielerin.
Der Ehe einer französischen Mutter und eines iranischen Vaters  entstammend, besuchte Alvina Kurse am Konservatorium von Saint-Germain-en-Laye und am Pariser Actor’s Studio. Michel Audiard holte sie 1970 zum Film, wo sie neben Annie Girardot in Elle boit pas, elle fume pas, elle drague pas, mais ... elle cause! debütierte. Bereits in ihrem zweiten Film, Lewis Gilberts Friends, spielte sie an der Seite von Sean Bury die Hauptrolle der Michelle. Im TV trat sie als Nicole neben Christiane Krüger in Christa (1971, von Yves Ciampi) und als Dinharzade neben Claude Jade in Shéhérazade (1971) auf. Mit Guy Casarils Le Rempart des Béguines hatte sie 1972 ihren Durchbruch zum Star. Mit Paul und Michelle setzte Lewis Gilbert die Geschichte seiner Helden aus Friends fort. Alain Robbe-Grillet besetzte sie 1974 für die weibliche Hauptrolle in Glissements progressifs du désir (Das beständige Gleiten der Begierde) und 1975 neben Jean-Louis Trintignant und Philippe Noiret für die Hauptrolle der Carolina de Saxe in Le jeu avec le feu. Jacques Doniol-Valcroze gab ihr im selben Jahr die Titelrolle in Une femme fatale (Sirenengesang), als die sie Jacques Weber betört. In Dino Risis Anima persa spielte sie 1977 neben Catherine Deneuve und Vittorio Gassman.
In Deutschland war sie in den späten 1970ern durch die französischen Filme Die Barrikade von Point du Jour, Das Freudenhaus in der Rue Provence und Gérard Blains Ein Mann kommt in die Jahre mit Robert Stack bekannt. Große Popularität erlangte sie 1979 mit der Titelrolle in Bernard Queysannes Comedy-Serie Les 400 coups de Virginie. In den 1980ern hatte Alvina nur wenige Rollen: im japanischen Film Yume, yume no ato (1981), in L’Honorable société (1981) und in der Titelrolle von Bernard Queysannes Diane Lanster (1983). Gérard Blain holte sie 1995 für Jusqu’au bout de la nuit noch einmal auf die Leinwand zurück. Unter seiner Regie spielte sie auch 2000 in Ainsi soit-il.
Neben ihrer Schauspielkarriere trat sie als Sängerin solo und mit der Gruppe „Ici Paris“ auf.
Anicée Alvina, die seit ihrer Jugend geraucht hatte, starb 2006 im Alter von 53 Jahren an Lungenkrebs.

## Filmografie (Auswahl)
- 1978: Das Freudenhaus in der Rue Provence (One, Two, Two : 122, rue de Provence)